# Tobías Hernández
Rafael Tobías Hernández Alvarado (nacido el 24 de agosto de 1953) es un ex receptor de béisbol profesional venezolano. Jugó brevemente para los Toronto Blue Jays de en Grandes Ligas (MLB) en su temporada de 1984.
Hernández era considerado como un receptor de buen fildeo y bateo ligero en la organización de los Azulejos, pero después de un largo historial de lesiones, pudo llegar a las mayores con 31 años de edad. En su breve paso por Toronto, se fue de 2-1 y anotó una carrera en tres juegos.
Además, registró un promedio de .223 con 11 jonrones y 122 carreras impulsadas en partes de 7 temporadas de ligas menores entre 1979 y 1985.
En el medio, Hernández jugó pelota invernal con el club Cardenales de Lara de la Liga de Venezuela en un lapso de 14 temporadas desde 1978 hasta 1991. Con los de Lara conquistó un campeonato en la temporada 1990-1991.